# Trackin'
Trackin' is een nummer van de Filipijns-Amerikaanse r&b-zanger Billy Crawford uit 2002. Het is de eerste single van zijn tweede studioalbum Ride.
Het nummer flopte in de Verenigde Staten, maar werd een hit in West-Europa. In de Nederlandse Top 40 wist het zelfs de nummer 1-positie te behalen. In de Vlaamse Ultratop 50 behaalde het een bescheiden 22e positie.